# Aïnab
Aïnab är en ort i Libanon.   Den ligger i guvernementet Libanonberget, i den centrala delen av landet, 14 kilometer söder om huvudstaden Beirut. Aïnab ligger 767 meter över havet och antalet invånare är 3 000.
Terrängen runt Aïnab är lite bergig. Runt Aïnab är det tätbefolkat, med 442 invånare per kvadratkilometer.. Närmaste större samhälle är Beirut, 14,5 kilometer norr om Aïnab. 